# 沖縄山形屋
株式会社沖縄山形屋（おきなわやまかたや）は、かつて沖縄県那覇市牧志の国際通り沿いに存在した日本の百貨店。鹿児島県に本社を置く山形屋の子会社だった。

## 概要
戦前の1922（大正11）年に那覇市西本町に開業した山形屋呉服店沖縄支店が始まりで、1930（昭和5）年には那覇市東町に新築移転して沖縄初となるデパートを開業した。1944（昭和19）年10月の空襲では建物が焼失するも、従業員寮に仮営業所を開設して営業を継続した。
終戦後の1950（昭和25）年、独立して沖縄山形屋となり、那覇市二区九組の神里原通りの一角に新店舗を構えて営業を始めた。1953（昭和28）年には沖縄本島中部の越来村（のちのコザ市、現在の沖縄市）に胡差支店を開店、さらに1955（昭和30）年には国際通りの一角に移転して新装開店した。
1972（昭和47）年5月には本土復帰に伴う急激な変化に対応するため再び山形屋と資本提携、その傘下に入った。その後、国際通りに面する好立地や経済成長を背景に、1991（平成3）年3月期に約101億円を上げるなど好調な業績を上げていた。
しかし、郊外への大型店進出などの影響で店舗のある国際通りの集客力が低下したうえ、売り場面積の拡大ができなかったことなどもあって、1998（平成10）年2月期は約71億円、1999（平成11）年2月期は約57億円と急速に売上が減少、当期損益約2.74億円の損失となって約1.53億円の債務超過に陥り、新年度入り後も業績の改善が見られないとして1999（平成11）年8月31日に閉店することとなった。
閉店となった1999（平成11）年8月31日に全従業員134人が解雇されることになったが、その内閉店時に雇用先が決まっていたのは鹿児島の山形屋本社のグループ企業の受け入れる21人と、当社のあっせんで沖縄県内の企業に転職が決まった20人の合計41人のみであった。

## 沿革
- 1922年（大正11年） - 山形屋呉服店の沖縄支店として那覇市西本町に開店する[1]。
- 1930年 - 那覇市東町に新築移転して沖縄初のデパートとして開店する[1]。
- 1944年（昭和19年）10月 - 十・十空襲により店舗を焼失する[1]。
- 1950年（昭和25年） - 独立して沖縄山形屋となり、那覇市神里原通りに新店舗を開店する[1]。
- 1953年（昭和28年）11月 - 越来村胡屋の胡屋十字路の一角に胡差支店を開店[7][8]
- 1955年（昭和30年） - 国際通りに移転する[1]。
- 1959年（昭和34年） - 胡差支店を閉店。建物は2014年まで理容店が使用していた。[9]
- 1972年（昭和47年）5月 - 再び山形屋と資本提携してその傘下に入った[1]。
- 1991年 - 同年3月期の売上高が、当店最高の約101億円を記録する[3]。
- 1994年 - 全面改装を行う。
- 1997年 - 地下の生鮮食料品売場を廃止する。
- 1999年（平成11年）
  - 5月20日 - 社長が同年8月末での閉店を発表する[1]。
  - 8月31日 - 閉店[5]および従業員の解雇[4]。
- 2003年（平成15年）1月 - 同月までに敷地と建物が譲渡され、建物の解体工事が開始される[2]。
- 2004年（平成16年）12月10日 - 清算を結了する[10]。
- 2006年（平成18年）6月20日 - 跡地を利用した「ホテルJALシティ那覇」が開業[11]。

## 跡地
閉店後、建物はそのまま残され、2000（平成12）年1月11日には当時の山形屋社長の岩元恭一の名前で那覇市への一括買取を要望していたが、財政的問題から同市は買取を断念。なお当時、山形屋側は一括での賃貸、買取以外を認めなかった。翌年には同市が賃貸と言う形で打診したが、山形屋側が売却することを望んだため再度断念した。計画では、跡地に那覇市観光協会・那覇市経済環境部観光課および、同市当間にあった那覇市伝統工芸館（後に別の場所へ移転）を移転させる予定であった。
その後、2001（平成13）年11月13日にジーマが16億円にて買収する売買契約が成立したものの、2002（平成14）年9月に買収を断念した。その後、通り会や有志企業などが出資して「株式会社国際通り活性化」が設立され、同社が2003（平成15）年1月までに沖縄山形屋との間で土地と建物の売買契約に合意し、建物の解体作業を開始した。跡地にはホテルJALシティ那覇が2006（平成18）年6月20日に開業した。
なお、2001年には当時同市久米にあった那覇防衛施設局が嘉手納町へ移転するまでの暫定的な移転先として候補に挙がったこともあったが実現せず、同市前島の泊ふ頭にあるターミナルビル「とまりん」内に移転した。